# Башта Татліна

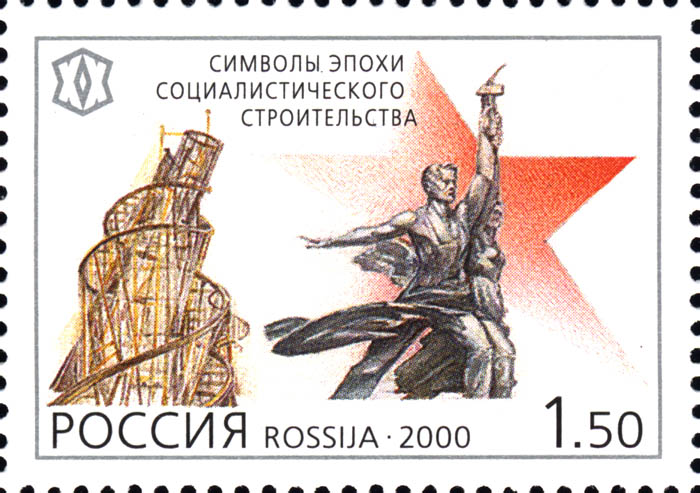
Вежа Татліна на російській марці.

Башта Татліна,Вежа Татліна або Монумент III Інтернаціоналу — грандіозний проєкт монументального пам'ятника присвяченого III Інтернаціоналу, розроблений українським архітектором та митцем, що деякий час працював у РСФСР, Володимиром Татліном. Проєкт планувалося звести в Петрограді, після Жовтневого перевороту 1917 року, як штаб-квартира та монумент Комінтерну. Через відсутність достатньої кількості ресурсів у тодішньої влади, проєкт так ніколи і не було реалізовано, проте той став символом в зухвалости та рішучости в архітектурі, а також символом зародження радянської архітектури.